# Deniz Yücel (periodista)
Deniz Yücel (Flörsheim am Main, 10 de septiembre de 1973) es un periodista y editor germano-turco. Ha colaborado en varias publicaciones alemanas, entre las que destacan Die Tageszeitung y Die Welt .

## Espionaje y encarcelamiento
El gobierno turco le acusó repetidamente de espionaje en nombre de la agencia de inteligencia federal alemana, el Bundesnachrichtendienst, y en apoyo de las supuestas organizaciones terroristas Movimiento de Gülen y PKK. En un discurso pronunciado en 2017, el presidente turco Recep Tayyip Erdoğan declaró que Yücel "es un espía, no un periodista".
El 14 de febrero de 2017, Yücel fue acusado formalmente por un tribunal turco y encarcelado por espionaje. Su encarcelamiento fue criticado por periodistas y políticos alemanes. Sigmar Gabriel, el ministro de Asuntos Exteriores alemán, convocó inmediatamente al embajador turco ante el Ministerio de Asuntos Exteriores para protestar por la sentencia contra Yücel. El 16 de febrero de 2018, poco más de un año después de que comenzara su encarcelamiento, Yücel fue liberado. El 28 de junio de 2019, el Tribunal Constitucional de Turquía dictaminó que la detención de Yücel había sido ilegal.
El apoyo a Yücel en la sociedad alemana fue constante.
El 25 de enero de 2022, el Tribunal Europeo de Derechos Humanos (TEDH) dictaminó que Turquía había violado los derechos humanos de Deniz Yücel.

## Obras
- Taksim ist überall. Die Gezi-Bewegung und die Zukunft der Türkei. 2014, ISBN 978-3-89401-791-0.
- Und morgen die ganze Türkei. Der lange Aufstieg des Recep Tayyip Erdoğan, in: Kursbuch 188, 27 November 2016 (excerpts here).
- Wir sind ja nicht zum Spaß hier. Edition Nautilus, Hamburg 2018, ISBN 978-3-96054-073-1
- Agentterrorist. Eine Geschichte über Freiheit und Freundschaft, Demokratie und Nichtsodemokratie. Kiepenheuer & Witsch, Cologne 2019, ISBN 978-3-462-05278-7